# Андріївська вулиця (Прилуки)
Андрі́ївська вулиця — вулиця в Прилуках. Пролягає від Удаю на Квашинцях на південь, через колишній куток Другасі до початку вулиці Челюскінців (на Ракитному).
Прокладена паралельно вулицям Козачій, Ветеранській.
Прилучаються вулиці Івана Скоропадського, Київська, Миколаївська, Костянтинівська, 2-й Андріївський провулок, вулиця 1 Травня, провулки 3-й Змагання та 2-й Змагання, вулиця Дмитра Шкоропада, 1-й Андріївський провулок, вулиці Авіаторів, 18 Вересня, Ракитна. Біля заводу «Пластмас-Прилуки» (між вулицею Калініна та 1-м Андріївським провулком) є залізничний переїзд.

## Характеристика
Нумерація йде від вулиці Івана Скоропадського, закінчується № 134,161.
Має 2 провулки та 1 в'їзд.
Довжина 1875 м, з твердим покриттям (асфальт). Прокладена відповідно до генплану забудови міста 1802 року. Забудова почалася в середині 19-на початку 20 століття. Забудована приватними житловими будинками.

## Історія
В 1900 році налічувала 27 володінь (у тому числі З пустирі), 32 житлових будинки. Частина вулиці від вул. 1 Травня на півдні (на Другасях) на початку 20 ст. називалася Канівською дорогою (вела до с. Канівщини). На ній буд. № 86 належав Кислому, який утримував по вул. Вокзальній 2-е вище початкове училище свого імені (зараз територія шкіргалантерейної фабрики «Вербена»).
1925 року отримала назву Пролетарська. Рішенням сесії міськради від 31 травня 2001 вулиці повернута її історична назва — Андріївська.